# 霍万斯基公墓
霍万斯基公墓（俄语：Хованское кладбище）是位于莫斯科市中心西南部新莫斯科行政区的一所公墓，也是莫斯科最大的公墓。

## 概要
2016年5月14日，发生一起约200人参与的大规模聚众斗殴事件，致3人死亡、29人受伤住院，4人伤势严重。

## 安葬者
- 露絲拉娜·寇舒諾娃[3]